# Onychognathus salvadorii
El estornino de Salvadori o estornino copetón (Onychognathus salvadorii) es una especie de ave paseriforme de la familia Sturnidae propia de África Oriental. El nombre de la especie conmemora al ornitólogo italiano Tommaso Salvadori.

## Descripción
Es un estornino de gran tamaño, mide 40 cm de longitud en promedio y pesa 160 gramos. El plumaje es principalmente negro oscuro iridiscente con las primarias de color marrón rojizo y la cola fuertemente graduada con las plumas centrales largas y un brillo verdoso. La hembra tiene tonos de color verde en la cabeza y la garganta y gris alrededor de los ojos y en las coberteras auriculares. Ambos sexos tienen una cresta de plumas erizadas en la base del pico y en la frente. El iris es de color carmesí profundo y las patas y el pico son negras.

## Distribución
Se distribuye en el África Oriental, a través de en Etiopía, Kenia, Somalia y Uganda.